# Horlyó
Horlyó (ukránul: Худльово) település Ukrajnában, Kárpátalján, az Ungvári járásban.

## Fekvése
Ungvártól keletre, Felsőszlatina, Antalóc és Ungcsertész közt fekvő település. Keresztülfolyik rajta a Villye.

## Története
1910-ben 1274 lakosából 25 magyar, 172 német, 1031 ruszin volt. Ebből 34 római katolikus, 1066 görögkatolikus, 173  izraelita volt.
A trianoni békeszerződés előtt Ung vármegye Szerednyei járásához tartozott.